# District de Pakpattan
Le district de Pakpattan (en ourdou : ضِلع پاکپتّن) est une subdivision administrative de la province du Pendjab au Pakistan. Constitué autour de sa capitale Pakpattan, le district est entouré par le district de Sahiwal au nord, le district d'Okara à l'est, le district de Bahawalnagar au sud, et enfin le district de Vehari à l'ouest.
Créé en 1991 en se séparant du district de Sahiwal, le district est situé dans le sud rural et peu développé du Pendjab. La population de près de deux millions d'habitants en 2017 est pauvre et vit surtout de l'agriculture grâce au système d'irrigation des terres. Le district est un fief politique de la Ligue musulmane du Pakistan.

## Histoire
La région de Sahiwal a été sous la domination de diverses puissances au cours de l'histoire, notamment le Sultanat de Delhi puis l'Empire moghol. Elle a ensuite été prise par l'Empire sikh en 1818, puis en 1848, elle est conquise par le Raj britannique. La ville de Pakpattan devient une municipalité en 1867 et deux canaux d'irrigation sont construits à proximité aux alentours de 1920. Le « tehsil de Pakpattan » est plus tard fondé au sein du district de Sahiwal, avant qu'il ne soit élevé au rang de district en 1991.
Lors de l'indépendance vis-à-vis de l'Inde en 1947, la population majoritairement musulmane soutient la création du Pakistan. De nombreuses minorités hindoues et sikhes quittent alors la région pour rejoindre l'Inde, tandis que des migrants musulmans venus d'Inde s'y installent.

## Géographie et climat

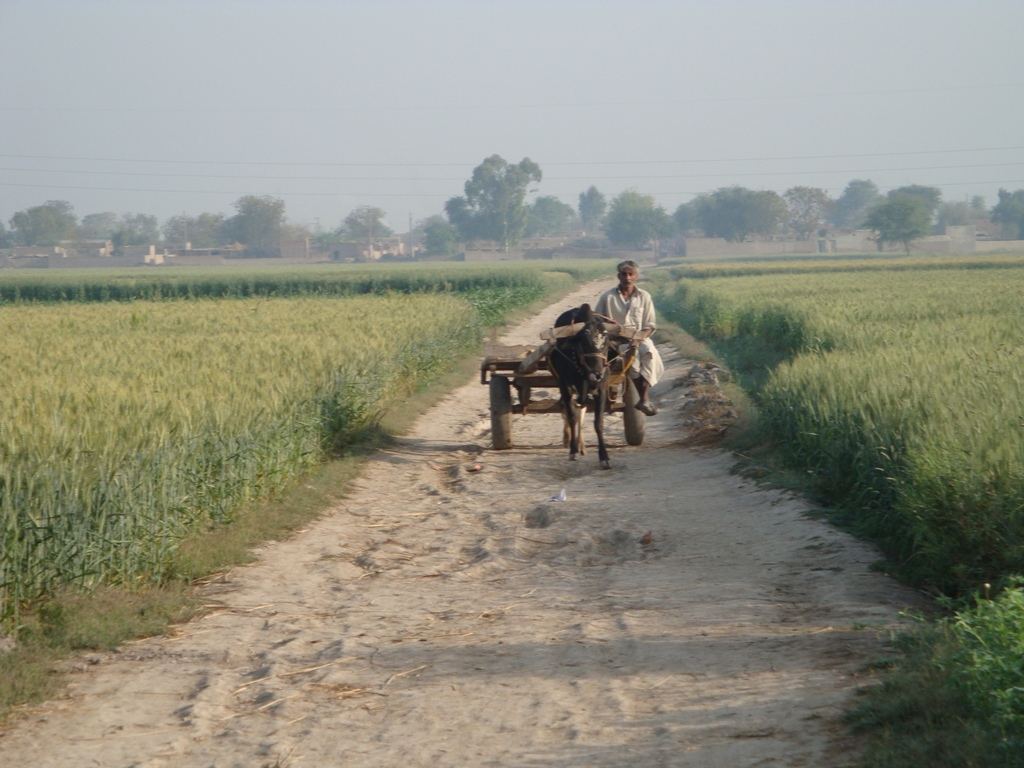
Terres irriguées dans le district, près d'Arifwala.

Le district de Pakpattan est situé entre les rivières Sutlej et Ravi. Il est surtout constitué de terres cultivées et contient quelques rares forêts. Les terres sont fertiles et irriguées grâce à un système de canaux hérité de l'époque coloniale. Le climat du district est semi-aride, avec un hiver doux et un été particulièrement chaud. Le temps est surtout sec, à l'exception de la saison des pluies entre juillet et août.

## Démographie
Lors du recensement de 1998, la population du district a été évaluée à 1 286 680 personnes, dont environ 14 % d'urbains, contre 33 % au niveau national. Le taux d'alphabétisation était de 35 % environ, contre 44 % pour la moyenne nationale. Il se situait à 47 % pour les hommes et 21 % pour les femmes, soit un différentiel de 26 points contre 23 en moyenne pour le pays.
Le recensement suivant mené en 2017 pointe une population de 1 823 687 habitants, soit une croissance annuelle de 1,85 %, inférieure aux moyennes provinciale et nationale de 2,13 % et 2,4 % respectivement. Le taux d'urbanisation monte légèrement, à 16 %.
La population du district parle principalement le pendjabi, la langue provinciale. Le district compte quelques minorités religieuses, soit 2,2 % d'hindous, 1,6 % de chrétiens et 0,2 de sikhs en 1998.

## Administration

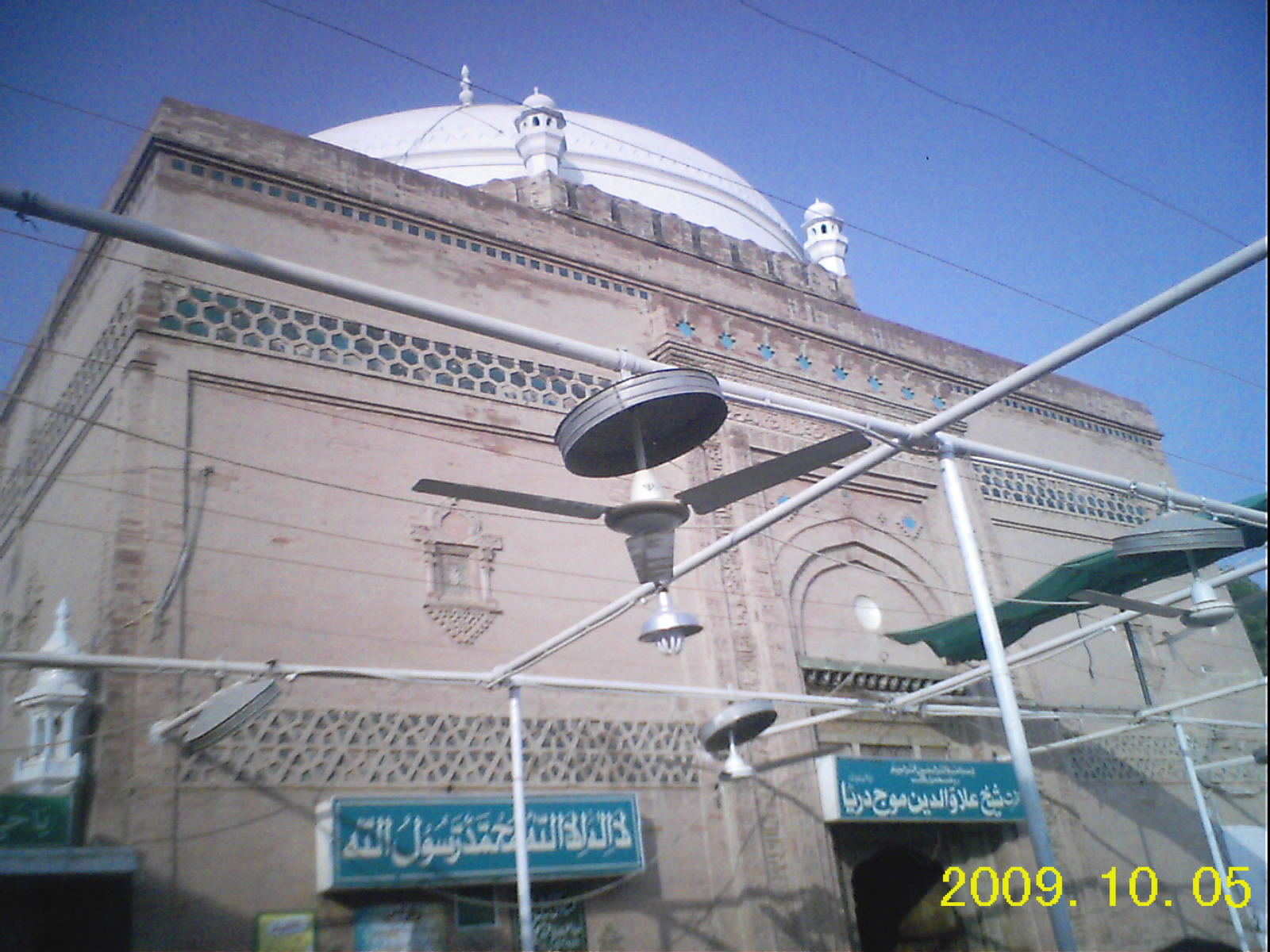
Mausolée situé à Pakpattan.

Le district est divisé en deux tehsils, Pakpattan et Arifwala, ainsi que 63 Union Councils. Seulement deux villes dépassent les 20 000 habitants : Pakpattan et Arifwala d'après le recensement de 2017. La plus importante est la capitale Pakpattan, qui regroupe à elle seule près de 10 % de la population totale du district et 62 % de la population urbaine. Ces deux villes réunies regroupent quant-à elles l'ensemble de la population urbaine, selon le recensement de 2017.
| Ville     | Population (rec. 2017) |
| --------- | ---------------------- |
| Pakpattan | 176 693                |
| Arifwala  | 111 403                |

Le district de Pakpattan a été créé en 1991, de même que le tehsil d'Arifwala. Auparavant, la superficie correspondant à l'actuel district représentait le tehsil de Pakpattan et était inclus au sein du district de Sahiwal.

## Économie
La population principalement rurale et pauvre du district vit surtout de l'agriculture. Les terres fertiles et irriguées donnent du blé, du riz, du maïs, de la canne à sucre ainsi que des fruits comme la goyave, la mangue ou des oranges notamment. L'industrie est faible et principalement liée à l'agriculture. On y trouve notamment une usine de production de sucre. Le district vit aussi un peu du tourisme, alors qu'il abrite notamment le mausolée de Baba Farid qui attire des pèlerinages.

## Politique
Le district est représenté par les cinq circonscriptions no 227 à 231 à l'Assemblée provinciale du Pendjab. Lors des élections législatives de 2008, elles sont remportées par deux candidats de la Ligue musulmane du Pakistan (N), deux de la Ligue musulmane du Pakistan (Q) et un indépendant, et durant les élections législatives de 2013 elles ont été remportées par quatre candidats de la Ligue musulmane du Pakistan (N) et un de la Ligue musulmane du Pakistan (Q). À l'Assemblée nationale, il est représenté par les trois circonscriptions no 164 à 166. Lors des élections de 2008, elles ont été remportées par deux candidats de la Ligue (N) et un de la Ligue (Q), et durant les législatives de 2013 elles sont toutes remportées par des candidats de la Ligue (N).
Avec le redécoupage électoral de 2018, Pakpattan est représenté par les deux circonscriptions no 145 et 146 à l'Assemblée nationale et par les cinq circonscriptions no 191 à 195 à l'Assemblée provinciale. Lors des élections de 2018, elles sont remportées par quatre candidats de la Ligue (N) et trois du Mouvement du Pakistan pour la justice.
| Parti                                        | Voix (national) | %       | Élus nationaux | Élus provinciaux |
| -------------------------------------------- | --------------- | ------- | -------------- | ---------------- |
| Ligue musulmane du Pakistan (N)              | 257 520         | 44,43 % | 2              | 2                |
| Mouvement du Pakistan pour la justice        | 192 461         | 33,21 % | 0              | 3                |
| Autres partis                                | 59 361          | 10,24 % | 0              | 0                |
| Indépendants                                 | 70 205          | 12,11 % | 0              | 0                |
| Total exprimés (participation : 58,6 %)      | 579 547         | 100 %   | 2              | 5                |
| Source : Commission électorale du Pakistan,. |                 |         |                |                  |